# Убинка (приток Оми)
Убинка — река в Новосибирской области России. Устье реки находится в 959 км по левому берегу реки Оми. Длина реки — 11 км.

## Данные водного реестра
По данным государственного водного реестра России относится к Иртышскому бассейновому округу, водохозяйственный участок реки — Омь, речной подбассейн реки — Омь. Речной бассейн реки — Иртыш.